# Jardín botánico de Sadie Seymour
El jardín botánico de Sadie Seymour (en inglés: Sadie Seymour Botanical Gardens) es un jardín botánico, de 1.5 acres de extensión, en Kailua, en la parte oeste de la isla de Hawái, Hawái.

## Localización
Se ubica en los terrenos adyacentes al "Kona Outdoor Circle Educational Center". 
Sadie Seymour Botanical Gardens, Kona Outdoor Circle Educational Center at 76-6280 Kuakini Highway, Kailua, Kailua-Kona, Hawaiʻi island HI 96743 United States of America-Estados Unidos de América.
Planos y vistas satelitales.19°36′49.5″N 155°58′6″O / 19.613750, -155.96833
Se abre todos los días de la semana. La entrada es libre y se aceptan donaciones.

## Historia
Sadie Seymour (1907-1975) fundó el círculo al aire libre para embellecer la comunidad del "Distrito de Kona", en el condado de Hawái. 
Los jardines fueron diseñados por el arquitecto del paisaje Scott Seymour en una parcela en forma de cuña, y nombrado en honor de su madre.

## Colecciones
Cuentan con las plantas cultivadas de Hawaiʻi, dispuestos en 11 filas por su origen geográfico. 
El primer nivel contiene plantas nativas de Hawái. Otras capas incluyen Australia, Nueva Zelanda y Indonesia ( ofrecen plantas tales como cuphea, eucalipto e ixora), Indo-Asia (yerbalimón y canela, cúrcuma y árboles del clavo); África ( Bismarckia nobilis), y Centroamérica (calabaza).
El centro educativo también incluye una biblioteca de horticultura. Clases de jardinería tropical y otros eventos se llevan a cabo en el centro.
Los jardines contienen también un sitio arqueológico llamado Heiau, Kealakowaʻa Heiau ("templo en el camino para arrastrar canoas" en el idioma hawaiano). Este sitio ritual, construido en la época del rey Umi-a-Liloa, se utilizó para la construcción y bendición de canoas. Se puede ver desde el "Outdoor Circle's Educational Center". El sitio contiene una plataforma ceremonial, un templo astrológico, los cimientos de la casa de un sacerdote, y los cimientos de una casa de reunión. 
El lugar sagrado está situado a lo largo de un antiguo sendero ("Holua Loa" que significa "tobogán") que llevó a las tierras altas de los bosques "Koa" en Hualalai hasta el complejo real en Bahía Holualoa. 
Después de ser seleccionado un árbol en el bosque, el tronco era cortado a grandes rasgos con la forma de una canoa y arrastrado a esta zona para ceremonias de bendición. A partir de aquí se arrastaba por el tobogán hasta el agua para la finalización del ritual y puesta en navegación.